# Бакбергенова Жаміля Науханнурівна
Жаміля Науханнурівна Бакбергенова (6 січня 1996 або 1 червня 1996 , Алматинська область ) — казахська борчиня вільного стилю, призерка чемпіонатів світу, дворазова чемпіонка Азії.

### Виступи на Чемпіонатах світу
| Змагання                        | Збірна    | Вагова категорія          | Місце  |
| ------------------------------- | --------- | ------------------------- | ------ |
| Чемпіонат світу з боротьби 2018 | Казахстан | жіноча боротьба, до 72 кг | 10     |
| Чемпіонат світу з боротьби 2019 | Казахстан | жіноча боротьба, до 72 кг | 5      |
| Чемпіонат світу з боротьби 2021 | Казахстан | жіноча боротьба, до 72 кг | Срібло |
| Чемпіонат світу з боротьби 2022 | Казахстан | жіноча боротьба, до 72 кг | Срібло |
| Чемпіонат світу з боротьби 2023 | Казахстан | жіноча боротьба, до 72 кг | Бронза |

### Виступи на Чемпіонатах Азії
| Змагання                       | Збірна    | Вагова категорія          | Місце  |
| ------------------------------ | --------- | ------------------------- | ------ |
| Чемпіонат Азії з боротьби 2018 | Казахстан | жіноча боротьба, до 72 кг | 4      |
| Чемпіонат Азії з боротьби 2019 | Казахстан | жіноча боротьба, до 72 кг | Бронза |
| Чемпіонат Азії з боротьби 2020 | Казахстан | жіноча боротьба, до 72 кг | Золото |
| Чемпіонат Азії з боротьби 2021 | Казахстан | жіноча боротьба, до 72 кг | Срібло |
| Чемпіонат Азії з боротьби 2022 | Казахстан | жіноча боротьба, до 72 кг | Золото |
| Чемпіонат Азії з боротьби 2023 | Казахстан | жіноча боротьба, до 72 кг | Золото |

### Виступи на Азійських іграх
| Змагання           | Збірна    | Вагова категорія          | Місце |
| ------------------ | --------- | ------------------------- | ----- |
| Азійські ігри 2018 | Казахстан | жіноча боротьба, до 68 кг | 9     |

### Виступи на інших змаганнях
| Змагання                                                      | Збірна    | Вагова категорія          | Місце  |
| ------------------------------------------------------------- | --------- | ------------------------- | ------ |
| Кубок Президента Казахстану з боротьби 2015                   | Казахстан | жіноча боротьба, до 69 кг | 4      |
| Гран-прі «Іван Яригін» 2016                                   | Казахстан | жіноча боротьба, до 69 кг | 5      |
| Турнір Олександра Медведя 2016                                | Казахстан | жіноча боротьба, до 69 кг | Срібло |
| Гран-прі Іспанії з боротьби 2016                              | Казахстан | жіноча боротьба, до 69 кг | 8      |
| Гран-прі «Іван Яригін» 2017                                   | Казахстан | жіноча боротьба, до 69 кг | 9      |
| Турнір Дана Колова — Николи Петрова 2017                      | Казахстан | жіноча боротьба, до 69 кг | 7      |
| Ісламські ігри солідарності 2017                              | Казахстан | жіноча боротьба, до 68 кг | Срібло |
| Відкритий чемпіонат Польщі з боротьби 2017                    | Казахстан | жіноча боротьба, до 69 кг | 5      |
| Гран-прі «Іван Яригін» 2018                                   | Казахстан | жіноча боротьба, до 72 кг | Бронза |
| Відкритий чемпіонат Монголії з боротьби 2018                  | Казахстан | жіноча боротьба, до 68 кг | Срібло |
| Гран-прі Іспанії з боротьби 2018                              | Казахстан | жіноча боротьба, до 68 кг | 10     |
| Турнір міста Сассарі з боротьби 2019                          | Казахстан | жіноча боротьба, до 72 кг | Срібло |
| Відкритий чемпіонат Польщі з боротьби 2019                    | Казахстан | жіноча боротьба, до 72 кг | 5      |
| Гран-прі «Іван Яригін» 2020                                   | Казахстан | жіноча боротьба, до 72 кг | Срібло |
| Турнір Маттео Пелліцоне 2021                                  | Казахстан | жіноча боротьба, до 72 кг | Золото |
| Азійський олімпійський кваліфікаційний турнір з боротьби 2021 | Казахстан | жіноча боротьба, до 68 кг | 6      |
| Світовий олімпійський кваліфікаційний турнір з боротьби 2021  | Казахстан | жіноча боротьба, до 68 кг | Бронза |
| Відкритий чемпіонат Польщі з боротьби 2021                    | Казахстан | жіноча боротьба, до 72 кг | Бронза |
| Турнір Яшара Догу 2021                                        | Казахстан | жіноча боротьба, до 68 кг | Бронза |
| Турнір Яшара Догу 2022                                        | Казахстан | жіноча боротьба, до 72 кг | Золото |
| Кубок Болата Турлиханова 2022                                 | Казахстан | жіноча боротьба, до 72 кг | Золото |
| Ісламські ігри солідарності 2022                              | Казахстан | жіноча боротьба, до 72 кг | Бронза |

### Виступи на змаганнях молодших вікових груп
| Змагання                                      | Збірна    | Вагова категорія          | Місце  |
| --------------------------------------------- | --------- | ------------------------- | ------ |
| Чемпіонат Азії з боротьби серед кадетів 2013  | Казахстан | жіноча боротьба, до 70 кг | Золото |
| Чемпіонат світу з боротьби серед кадетів 2013 | Казахстан | жіноча боротьба, до 65 кг | Бронза |
| Чемпіонат Азії з боротьби серед юніорів 2014  | Казахстан | жіноча боротьба, до 72 кг | Срібло |
| Чемпіонат світу з боротьби серед юніорів 2014 | Казахстан | жіноча боротьба, до 72 кг | Бронза |
| Чемпіонат Азії з боротьби серед юніорів 2015  | Казахстан | жіноча боротьба, до 67 кг | Срібло |
| Чемпіонат світу з боротьби серед юніорів 2015 | Казахстан | жіноча боротьба, до 67 кг | 12     |
| Чемпіонат Азії з боротьби серед юніорів 2016  | Казахстан | жіноча боротьба, до 72 кг | Бронза |
| Чемпіонат світу з боротьби серед юніорів 2016 | Казахстан | жіноча боротьба, до 72 кг | 14     |
| Чемпіонат світу з боротьби серед молоді 2017  | Казахстан | жіноча боротьба, до 69 кг | 18     |
| Чемпіонат світу з боротьби серед молоді 2018  | Казахстан | жіноча боротьба, до 72 кг | Бронза |
| Чемпіонат світу з боротьби серед молоді 2019  | Казахстан | жіноча боротьба, до 72 кг | 5      |